# Frédéric Adam (Fußballspieler)
Frédéric Adam (* 11. August 1973 in Lorient) ist ein ehemaliger französischer Fußballspieler.

## Karriere
Adam wurde beim Stade Brest ausgebildet, wo er 1990 zunächst in die drittklassige Reservemannschaft aufgenommen wurde. Aufgrund finanzieller Probleme musste die erste Mannschaft 1992 den Zwangsabstieg in die dritte Liga und den Verlust der bisherigen Profispieler hinnehmen. Dadurch liefen die bisherigen Reservespieler für sie auf. Sie kämpften um den Wiederaufstieg in die zweite Liga, scheiterten aber am bretonischen Rivalen Stade Saint-Brieuc. Dennoch gelang Adam 1993 der Sprung in die höhere Spielklasse, als Stade Rennes ihn unter Vertrag nahm. Allerdings bestritt er seiner ersten Saison lediglich fünf Einsätze, da Jean-Luc Vasseur auf seiner Position im defensiven Mittelfeld gesetzt war. Trotz allem hatte er so Anteil am Aufstieg in die erste Liga. Zugleich nahm 1994 mit der französischen U-20 an den Spielen der Frankophonie teil. Wie in der Vorsaison spielte er auch 1994/95 hauptsächlich in der zweiten Mannschaft und kam in der Profimannschaft nicht zu seinem Erstligadebüt. Daher entschied er sich 1995, mit seinem Wechsel zur LB Châteauroux in die zweite Liga zurückzukehren. Dort spielte er wesentlich häufiger, auch wenn er nicht zum Stammspieler wurde. 1997 feierte er mit der Mannschaft den Aufstieg und in der darauffolgenden Spielzeit auch sein Erstligadebüt. Insgesamt spielte er 21 Mal in der höchsten Spielklasse, ehe er 1998 den Wiederabstieg hinnehmen musste.
Er verließ Châteauroux und unterschrieb beim Zweitligakonkurrenten ES Troyes AC. In Troyes besetzte er erstmals in seiner Karriere einen Stammplatz. Bereits in seiner ersten Saison konnte er mit dem Team in die erste Liga aufsteigen, wo er weiterhin Stammspieler blieb und mit seinem Verein den Klassenerhalt erreichte. Die Spielzeit 2000/01 brachte einen Halbfinaleinzug, in dem das Team erst im Elfmeterschießen am SC Amiens, sowie einen siebten Platz in der Liga mit sich, der die Teilnahme am UI-Cup zur Folge hatte. Über diesen konnte sich Troyes für den UEFA-Cup qualifizieren, wo der Verein in der zweiten Runde knapp an Leeds United scheiterte. Trotz dieses Erfolgs bedeutete die Saison 2001/02 für Adam einen Rückschlag, da er nach einer Verletzung nicht in die Mannschaft zurückfand, die genügend Alternativen für ihn aufwies. Dank des neuen Trainers Jacky Bonnevay kam er in der folgenden Spielzeit hingegen wieder zu regelmäßigen Einsätzen. Gleichzeitig brachte die Saison nach vier Jahren Erstklassigkeit den Abstieg in die zweite Liga mit sich. Zwar gelang der Mannschaft 2005 nach zwei Jahren der Wiederaufstieg, doch verlor Adam nach dem Aufstieg seinen Stammplatz an den jungen Blaise Matuidi. Er traf die Entscheidung, Troyes nach acht Jahren den Rücken zu kehren und unterschrieb 2006 beim Zweitligisten FC Gueugnon. Obwohl er in Gueugnon zuerst Stammspieler war und auch in seiner zweiten Saison regelmäßig für den Verein auflief, beendete er angesichts des Abstiegs in die dritte Liga 2008 seine Karriere. 
Danach kehrte er nach Troyes zurück, wo er Sportmanagement studierte. Anschließend übernahm er 2010 das Amt des Sportdirektors beim ES Troyes AC und war daneben Berater des Präsidenten Daniel Masoni. Im April 2012 wurde er entlassen.